# Erik Kromann
Erik Kromann, född 1946 i Marstal i Danmark, är en dansk författare och politiker samt före detta museichef för Marstals sjöfartsmuseum och lärare. Han är adoptivfar till fotbollstränaren Nils Nielsen, huvudtränaren för schweiziska damlandslaget.

## Biografi
Kromann är född och uppvuxen i hamnstaden Marstal. Efter studentexamen antog han en lärar- och sjöfartsutbildning. Flera år senare efter att ha varit både lärare och sjöman, blir han mellan åren 1980−2020, museichef för Marstals sjöfartsmuseum. Han är även redaktör för tidningen Ærøboen och ledare för sjömanskören Marstals sångförening.